# Ewert and the Two Dragons
Ewert and the Two Dragons é uma banda musical estoniana formada por Ivo Etti, Kristjan Kallas, Erki Pärnoja e Ewert Sundja.

## Integrantes
- Ivo Etti nasceu em 20 de março de 1979 em Taebla, Läänemaa.[6] Ele é vocalista de apoio ao grupo e toca baixo, glockenspiel, intrumentos de percussão e violão.[6][7][8]
- Kristjan Kallas nasceu em 6 de maio de 1984 em Tartu, Tartumaa.[6] Ele toca bateria e outros intrumentos de percussão.[7][8]
- Erki Pärnoja nasceu em 24 de janeiro de 1984 em Sindi, Pärnumaa.[6] Ele é vocalista de apoio ao grupo e toca balalaica, glockenspiel, guitarra e violão.[9][7][8][10]
- Ewert Sundja nasceu em 12 de junho de 1983 em Tallinn, Harjumaa.[6] Ele é o vocalista principal do grupo e toca glockenspiel, órgão, sineta e teclado.[6][7][8][10] Sundja se casou com a crítica de cinema Kadri Sundja (nome de solteira: Kivimaa) em julho de 2008,[11] com quem teve duas filhas: Ronja, nascida em 30 de novembro de 2008, e Roosi Linda, em 30 de maio de 2012.[12][13]

## Discografia

### Álbuns de estúdio
| Detalhes do álbum | Melhores posições atingidas | Vendas         |
| Detalhes do álbum | EST                         | Vendas         |
| --- | --------------------------- | -------------- |
| The Hills Behind the Hills - Lançamento: 8 de outubro de 2009 - Gravadora(s): Sundja, Pärnoja, Kallas (independente) - Formato(s): CD e download digital | —                           |                |
| Good Man Down - Lançamento: 5 de abril de 2011 - Gravadora(s): I Love You - Formato(s): CD, download digital e vinil                                     | 1                           | - EST: 15 mil1 |